# Joseph von Kopp
Joseph Kopp, seit 1880 Ritter von Kopp, (* 15. November 1829 Aschaffenburg; † 1. September 1911 in München) war ein bayerischer Verwaltungsbeamter.

## Leben
Kopp besuchte die Lateinschule und das Gymnasium in Aschaffenburg. Anschließend studierte er Rechtswissenschaften an der Julius-Maximilians-Universität Würzburg Rechtswissenschaften und wurde dort 1849 Mitglied des Corps Bavaria. Nach dem Studium und dem Referendariat war er von 1857 bis 1866 beim Landgericht Brückenau und beim Bezirksamt Aschaffenburg. Von 1866 bis 1887 hatte er verschiedene Stellungen bei den Kreisregierungen in Würzburg und München, unterbrochen von einer Tätigkeit als Bezirksamtmann des Bezirksamtes Haßfurt in den Jahren 1868 bis 1871 und im Bayerischen Innenministerium in den Jahren 1874 bis 1884. Zuletzt hatte er die Position eines Regierungsdirektors inne.
Für sein Wirken hatte ihn König Ludwig II. 1880 mit dem Ritterkreuz des Verdienstordens der Bayerischen Krone beliehen. Damit verbunden war die Erhebung in den persönlichen Adelsstand und er durfte sich nach Eintragung in die Adelsmatrikel „Ritter von Kopp“ nennen. 1895 erhielt Kopp noch das Komturkreuz dieses Ordens. 1887 wurde Kopp zum Regierungspräsidenten von Schwaben und Neuburg ernannt. Das Amt bekleidete er bis 1897. Im selben Jahr wurde Kopp erster Ehrenbürger der Stadt Neu-Ulm.